# Felipe Rodés Baldrich

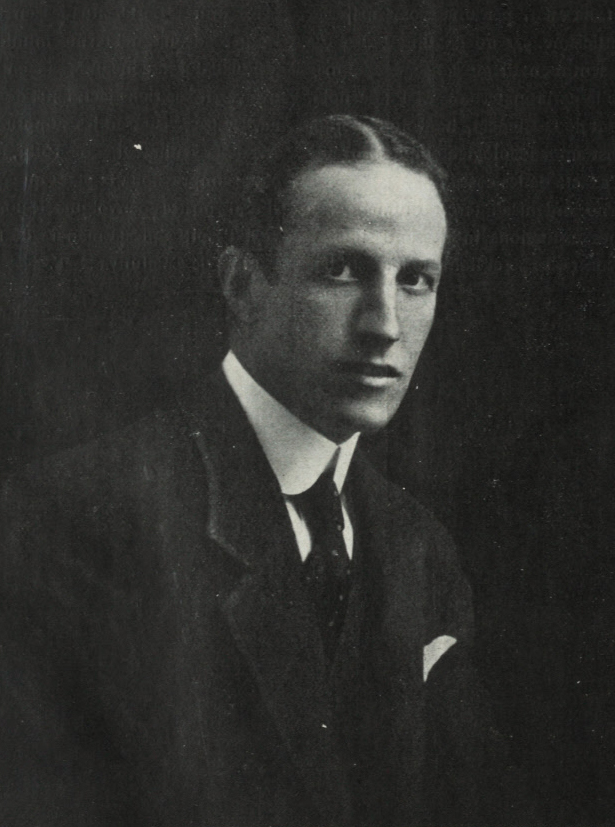
Retratado por Rafael Areñas

Felipe Rodés Baldrich (Hospitalet de Llobregat, 1878-Barcelona, 1957) fue un abogado y político español, ministro de Instrucción Pública y Bellas Artes durante el reinado de Alfonso XIII.

## Biografía
Como miembro de Solidaridad Catalana obtuvo su primer escaño por la circunscripción de Lérida en las elecciones de 1907, escaño que volvería a obtener en las sucesivas elecciones hasta la de 1923. Tras la proclamación de la Segunda República volvería a ser elegido diputado por Barcelona, en esta ocasión como miembro de la Lliga Regionalista. Fue ministro de Instrucción Pública y Bellas Artes entre el 3 de noviembre de 1917 y el 2 de marzo de 1918 y entre el 11 de junio en un Gobierno presidido por Manuel García Prieto.
Al estallar la guerra civil actuó como representante de Francisco Franco en París, junto con Quiñones de León. Falleció en Barcelona en junio de 1957.